# 8
8 је била преступна година.

## Догађаји

### Август
- 3. август — Римски генерал Тиберије побеђује Илире у Далмацији на реци Батин, али Батонов устанак се наставља.